# Alsodes verrucosus
Alsodes verrucosus là một loài ếch thuộc họ Leptodactylidae.
Loài này có ở Chile và có thể cả Argentina.
Môi trường sống tự nhiên của chúng là rừng cận Nam cực, rừng ôn đới, và sông ngòi.
Chúng hiện đang bị đe dọa vì mất môi trường sống.